# Coenosia lacustris
Coenosia lacustris är en tvåvingeart som först beskrevs av Karl 1930.  Coenosia lacustris ingår i släktet Coenosia och familjen husflugor. Inga underarter finns listade i Catalogue of Life.